# Al Cueto
Alfonso Ángel Cueto, detto Al (L'Avana, 2 agosto 1946), è un ex cestista cubano, professionista nella ABA.

## Carriera
Venne selezionato dai Seattle SuperSonics al decimo giro del Draft NBA 1969 (130ª scelta assoluta).